# Antoine Tassaert
Jean-Pierre-Antoine Tassaert (* 1727 in Antwerpen (Taufe 19. August); † 21. Januar 1788 in Berlin) war ein französisch-flämischer Bildhauer am Übergang des Rokoko zum Klassizismus.

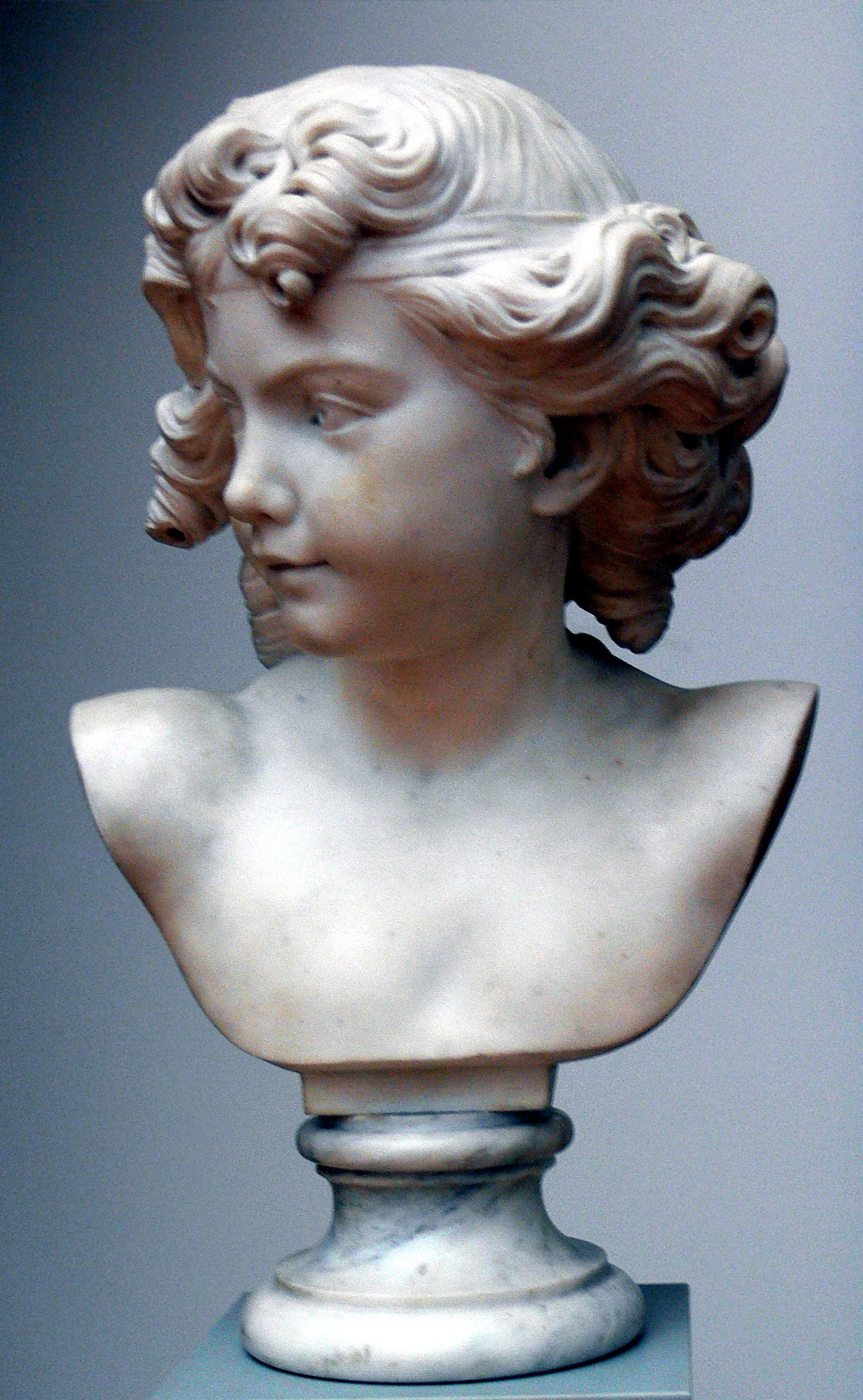
Kopf eines Cupido, 1769 (Skulpturensammlung, Berlin)

## Leben
Tassaert stammte aus der flämischen Künstlerfamilie Tassaert. Er war der älteste Sohn des Diamantenhändlers Jean Pierre Tassaert II (* 1700) und Claire Marie Brandts und Enkel des Malers Jean Pierre Tassaert I (1651–1724). Anders als sein jüngerer Bruder Philippe Joseph, der zunächst in Antwerpen blieb und Malerei und Kupferstich erlernte, ging er zunächst nach England, wo er Schüler des Bildhauers Louis-François Roubillac wurde, und 1746 nach Paris, wo er im Atelier von René Michel Slodtz arbeitete und u. a. durch eine Statue Ludwig XV. bekannt wurde.
Tassaert war mit Marie-Edmée Tassaert, geb. Moreau (1736–1791) verheiratet, einer Miniaturmalerin aus Paris. Sie bildete den 13-jährigen Johann Gottfried Schadow im Zeichnen aus.
Auf der Suche nach einem neuen Direktor für die Hofbildhauerwerkstatt in Berlin, wurde nach Vorverhandlungen in Paris Tassaert für das Amt vorgesehen. Ende des Jahres 1774 stellte er sich König Friedrich II. vor und konnte am 1. Januar 1775 sein Amt in Berlin antreten. Er übernahm im Wesentlichen das alte Personal an französischen, italienischen und deutschen Bildhauergehilfen. Zum Atelier gehörten Giovanni Battista Selvino (1744–1789), Giuseppe Girola, Jean Bernard, Claude Goussant und die Deutschen Conrad Nicolaus Boy, Johann Christian Unger und die Brüder Johann David (1729–1783) und Johann Lorenz Wilhelm Räntz (1733–1776). Den ersten Auftrag, den er für Friedrich II. ausführte, waren vier mythologische Gestalten für die Neuen Kammern in Potsdam-Sanssouci.
Prinz Heinrich von Preußen beauftragte ihn, mehrere Statuen und Gruppen für sein Palais in Berlin auszuführen.
In Berlin entfaltete er eine rege Tätigkeit und wurde Rektor der Kunstakademie. Einer seiner Schüler und späterer Nachfolger war Johann Gottfried Schadow, den er um 1782/83 in seine Werkstatt aufgenommen hatte. Er wohnte in Berlin anfangs am Werderschen Markt und bekam das alte Lusthaus im Lustgarten als Atelier.
Nach sechs Amtsjahren war dann das Wohn- und Atelierhaus an der Königsbrücke, das Friedrich II. nach Tassaerts Entwürfen errichten ließ, bezugsfertig.

## Kinder
- Jean Joseph François Tassaert (* 1765 in Paris; † 1835 in Paris), Graveur. Ausbildung beim Vater in Berlin, 1787–88 London, später Paris.
  - Sohn: Paul Tassaert (1792–1850), Kupferstecher
  - Sohn: Octave Tassaert (1800–1874), Maler und Lithograph
- Henriette-Felicité Tassaert (* 1766 in Paris; † 1818 in Berlin), Malerin. Ausbildung beim Vater, Johann Christoph Frisch, Daniel Nikolaus Chodowiecki und Anton Graff.
- Sophie Tassaert (* 1767 in Paris; † 1842 in Berlin), verheiratet mit dem Ingenieur-Offizier Louis Blesson.
- Antoinette Tassaert (* 1768 in Paris; † 1822 in Berlin), Kupferstecherin, Zeichnerin, Miniaturmalerin und Lehrerin.
- Louise Céleste Tassaert (* 1771 in Paris; † 1818 in Berlin), verheiratet mit dem Klarinettisten Jean-Louis Duport.

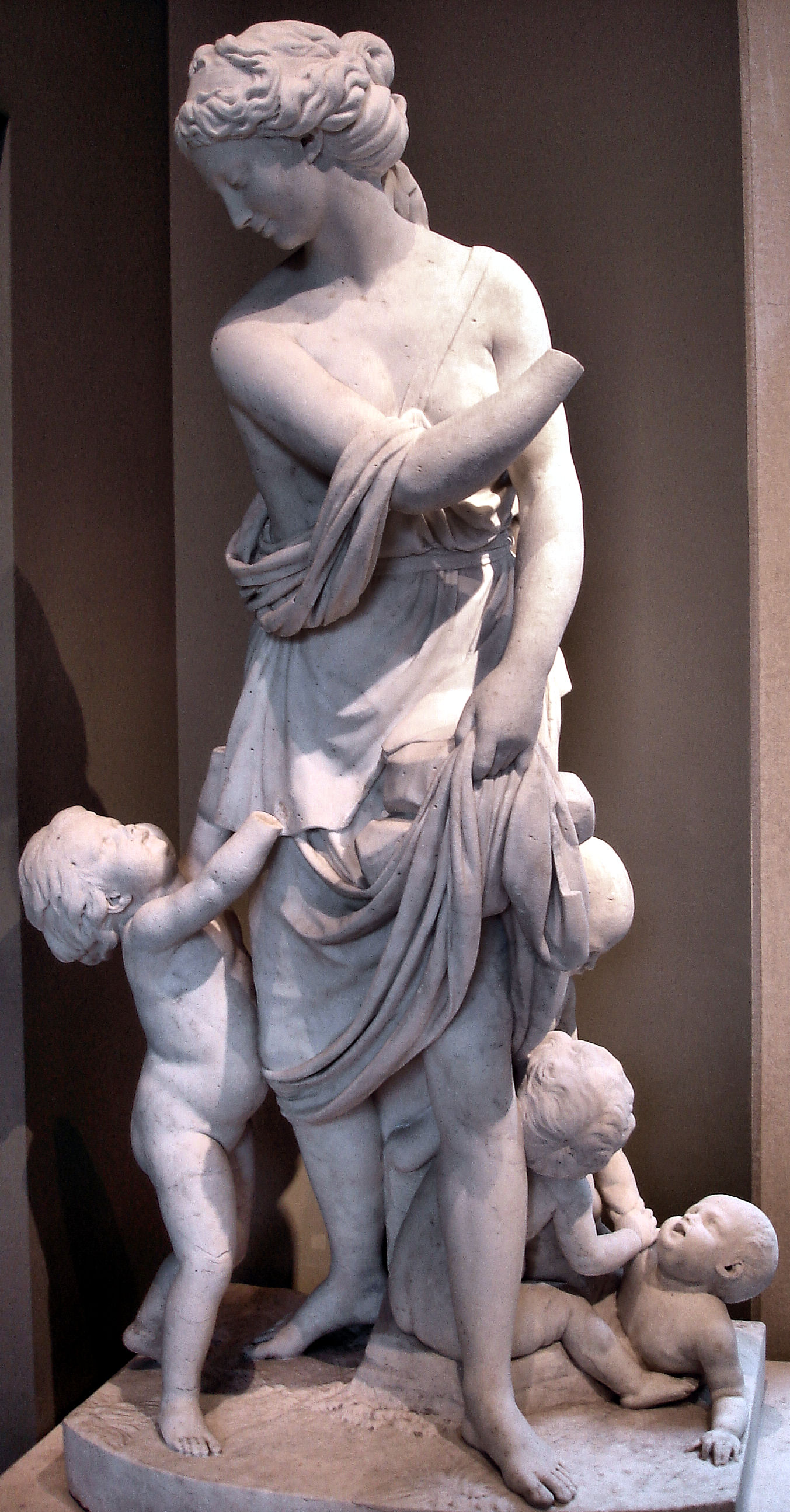
Pyrrha ou la Population, 1773 (Louvre, Paris, weißer Marmor)

## Werke (Auswahl)
- 1769: Cupido
- ca. 1770: Venus mit einem Rosenstrauß, Marmor, im Museum von Cognacq-Jay
- um 1770: Amor, bereit einen Pfeil abzuschießen, Marmor, mit Rundsockel mehr als drei Meter hoch; im Nationalmuseum des Schlosses Malmaison[2]
- 1773: Pyrrha oder die Bevölkerung, Marmor
- 1774–1778: Die Malerei und die Bildhauerei, in der National Gallery of Art, Washington, D.C.
- 1783: Büste Moses Mendelssohns, Marmor
- Er schuf unter anderem die Statuen der Generäle Friedrich Wilhelm von Seydlitz und James Keith auf dem früheren Wilhelmplatz in Berlin. Diese wurden später entfernt und durch Statuen des Bildhauers August Kiß ersetzt. Die Originale befinden sich im Bode-Museum. Weithin fertigte Tassaert eine Büste Friedrichs II. an.
- 1785: Porträt von Christian Fürchtegott Gellert (1785), Marmor, Louvre
- 1787: Der Bauschmuck auf den Mohrenkolonnaden in Berlin-Mitte stammt zu Teilen aus seiner Werkstatt.